# Жуль Бастьєн-Лепаж
Жуль Бастьє́́н-Лепа́ж (фр. Jules Bastien-Lepage; 1 листопада 1848 — 10 грудня 1884) — французький художник.

## Життєпис

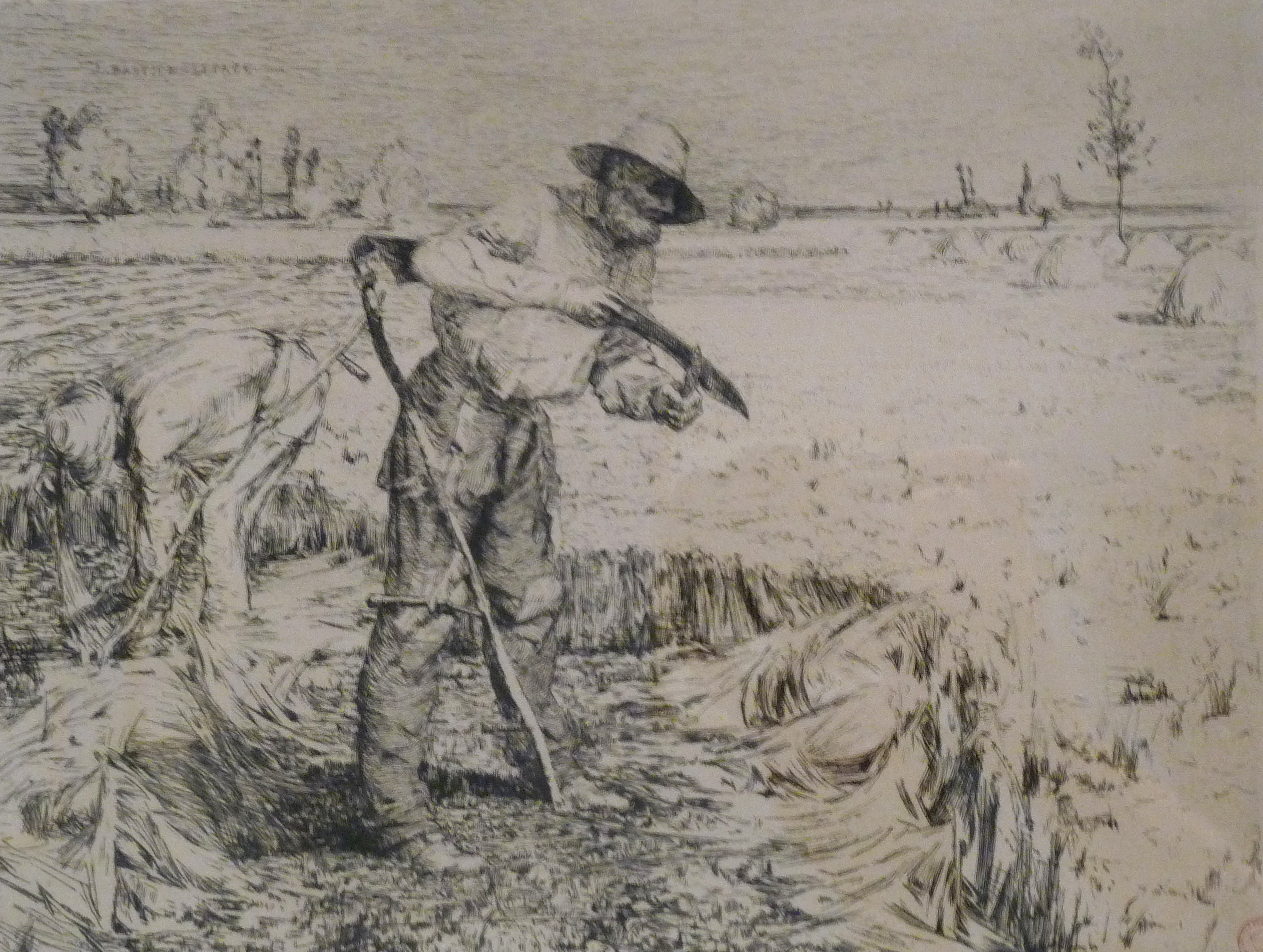
«Жнива», малюнок 1878 року

Народився в родині селян в поселенні Данвільє, Лотарингія. В місті Верден закінчив середню школу, де виказав середні художні здібності. 1867 року прибув у Париж. Працював на пошті, аби мати можливість малювати у вільний час. Влаштуватися в Школу красних мистецтв не вийшло, але він відвідував її як аматор. На другий рік його взяли в майстерню художника Александра Кабанеля. Починав як портретист і 1870 року навіть виставляв власні портрети в Салоні. Але на тлі ефектних творів інших портретистів не був помічений.
1875 року за картину на біблійну тему («Благовістя пастухам»)мав друге місце серед конкурсантів на Римську премію.
Але водночас виборов популярність як точний портретист. Серед його моделей — акторка Сара Бернар, філософ Адольф Франк, принц Уельський. Але сільський побут, відмінності його від міського способу життя не полишали думок художника. Він покинув тематику академізму і звернувся до сцен із французьким селянством. Ще після важкого поранення під час прусько-французької війни 1870 року він повернувся до рідної домівки в Лотарингії. В період 1879—1882 років створив подорож по Британії. Молодим захворів на рак. Хворим встиг відвідати Алжир, куди відбувала і низка французьких художників до нього.
Помер у віці 36 років від ускладнень раку. На церковному дворі поселення встановили монумент на честь померлого художника, котрий створив французький скульптор Огюст Роден.

## Місце в історії мистецтв
Продовжував реалістичні й демократичні традиції Курбе і Франсуа Мілле. Малював здебільшого сцени з селянського життя, природу рідної йому Лотарингії. З великою теплотою та щирістю зображав простих скромних трудівників, не впадаючи в їх ідеалізацію чи, навпаки, прозаїзм. В художній манері був далеким від використання зовнішніх ефектів, ефектів освітлення чи вишукано красивих краєвидів. Тогочасна монополія багатіїв на мистецтво розмістила твори художника між салонним мистецтвом і натуралізмом, хоча до кожного з них воно не мало відношення. Прихильником селянської тематики Бастьєн-Лепажа був французький письменник Еміль Золя.
Відомий також як портретист.

## Вибрані твори

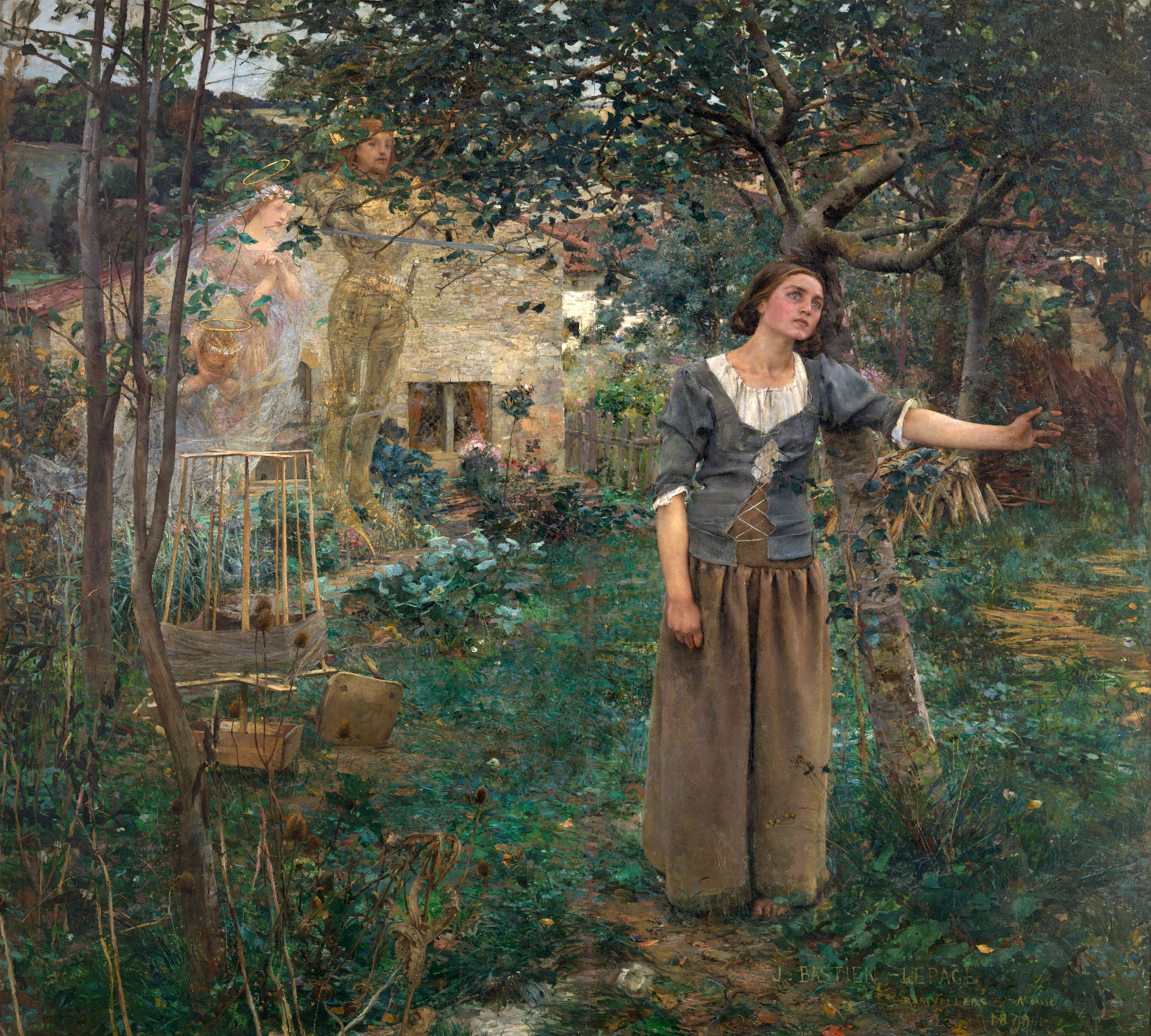
Бастьєн-Лепаж Жуль, Жанна д'Арк, 1879

- «Діоген», тематична штудія чоловічої фігури, 1873 р.
- «Пріам благає Ахілла віддати мертве тіло Гектора»
- «Благовістя пастухам», 1875 р.
- «Косовиця» (Париж),
- «Жанна д'Арк» (Нью-Йорк),
- «Збори картоплі», 1877 р.
- «Збори врожаю»
- Портрет Адольфа Франка
- Портрет акторки Сари Бернар, 1878 р.
- «Божевільна Офелія», 1881 р.
- Альберт Вольф у власній студії, 1881 р.
- «Сільське кохання» (Музей образотворчого мистецтва ім. О. С. Пушкіна, Москва).
- «Старий жебрак», Копенгаген, Нью Карлсберзька гліптотека

## Галерея

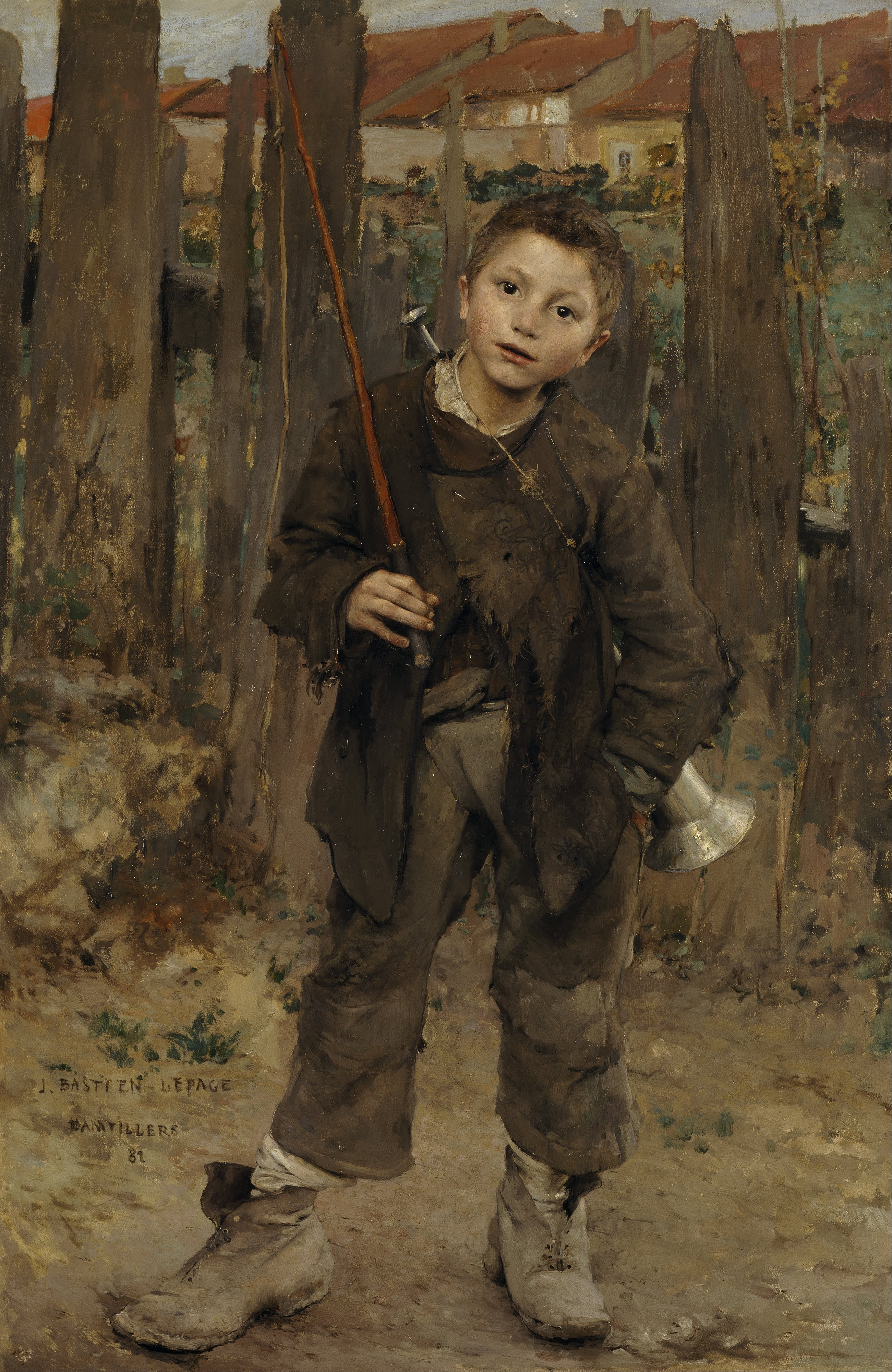
Жуль Бастьєн-Лепаж. «Малий конюх без роботи», 1882 р. Національна галерея Шотландії
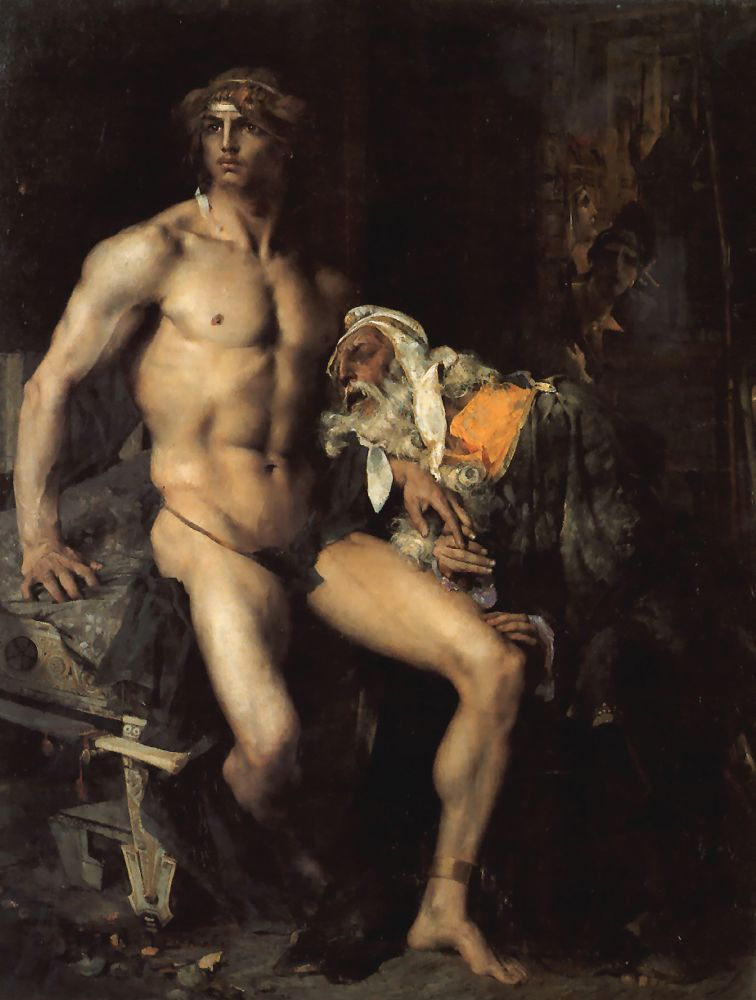
Жуль Бастьєн-Лепаж. «Пріам благає Ахілла віддати мертве тіло Гектора»
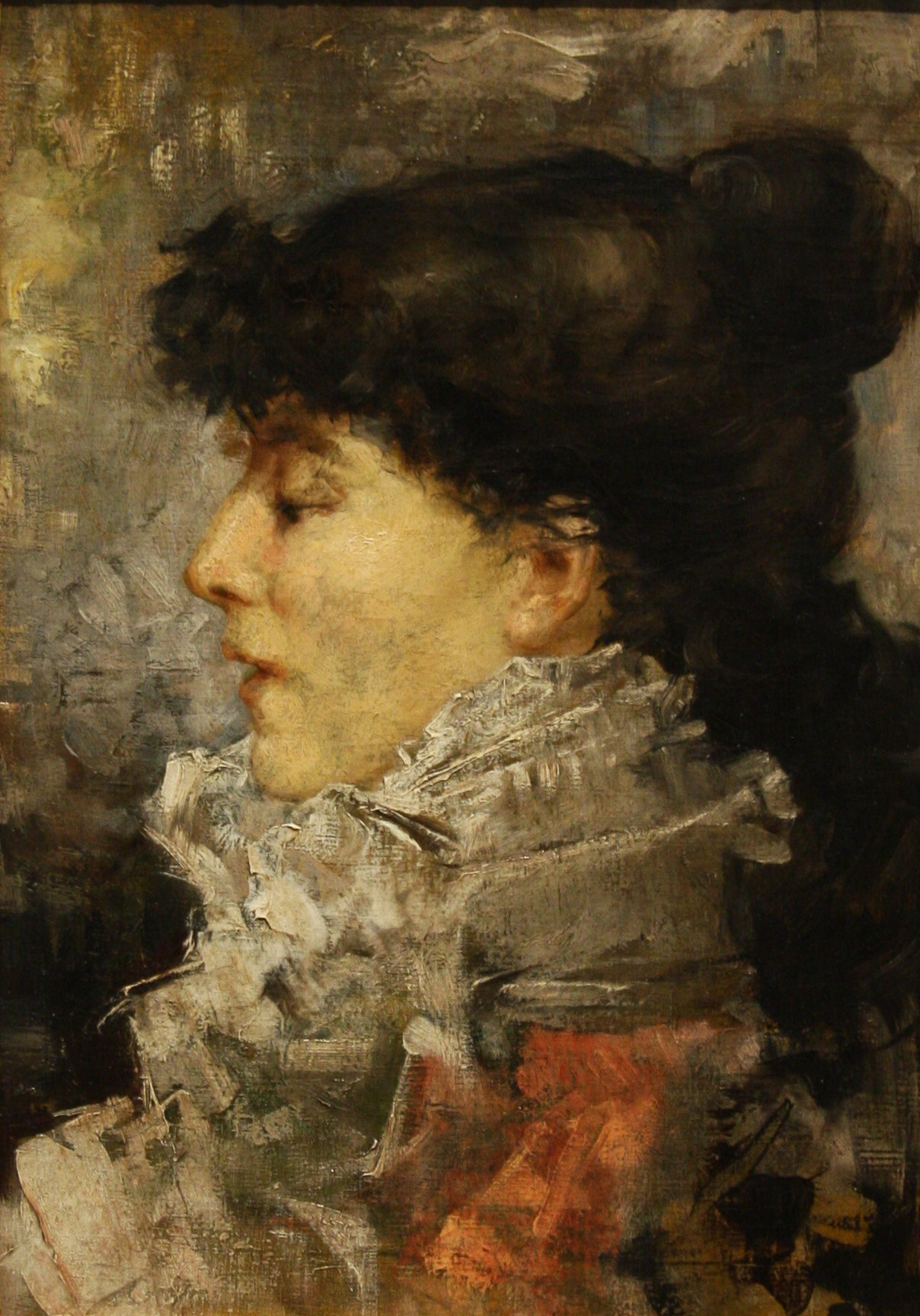
Жуль Бастьєн-Лепаж. Ескіз, «Сара Бернар у профіль»
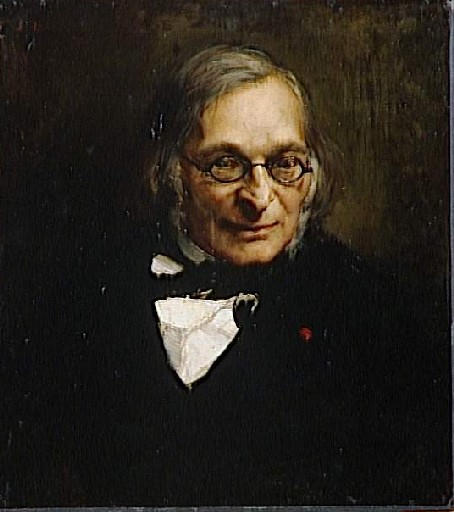
Жуль Бастьєн-Лепаж. Портрет Адольфа Франка, французького філософа
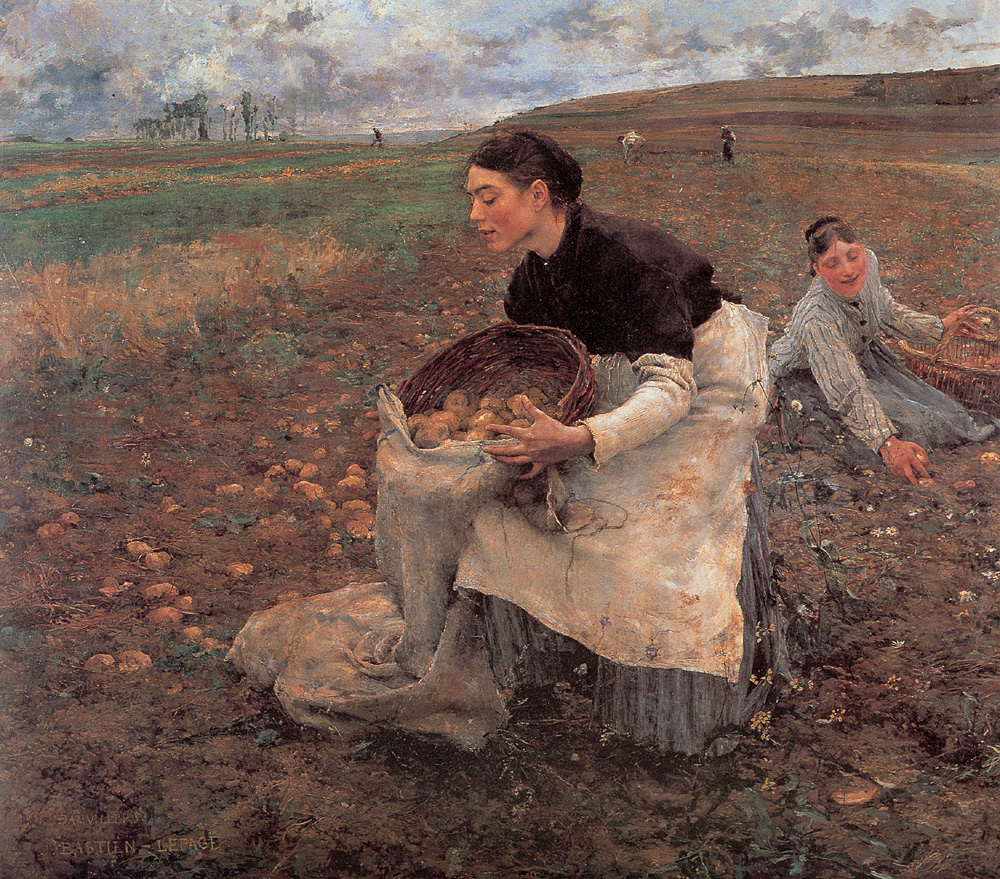
Жуль Бастьєн-Лепаж. «Жовтень. Збори картоплі»
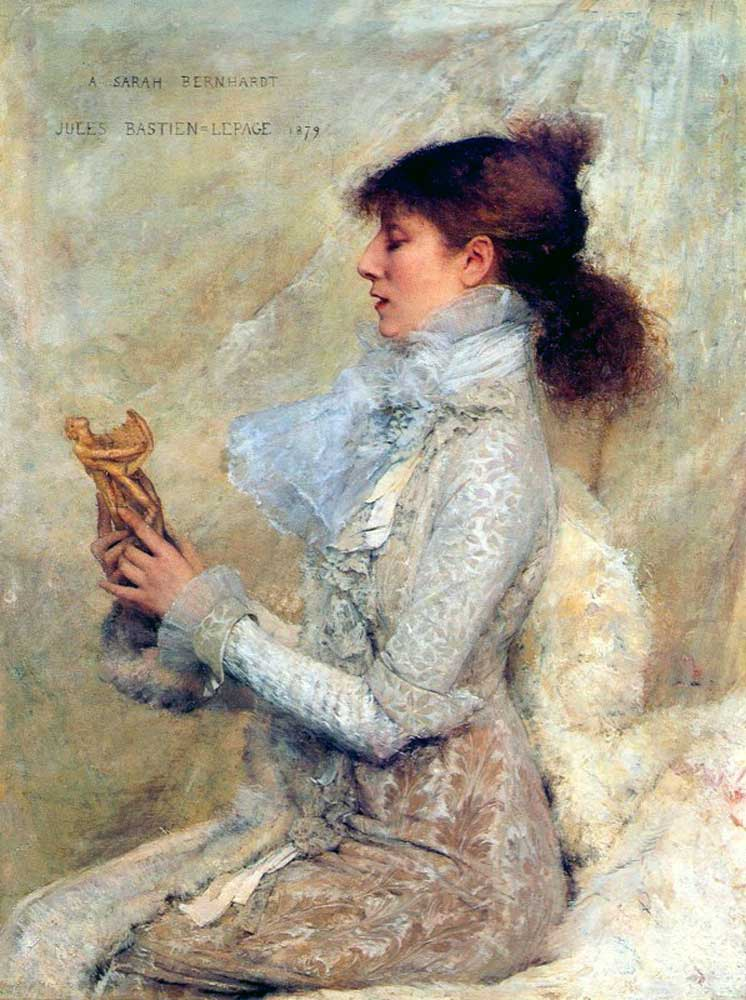
Жуль Бастьєн-Лепаж.Портрет акторки Сари Бернар
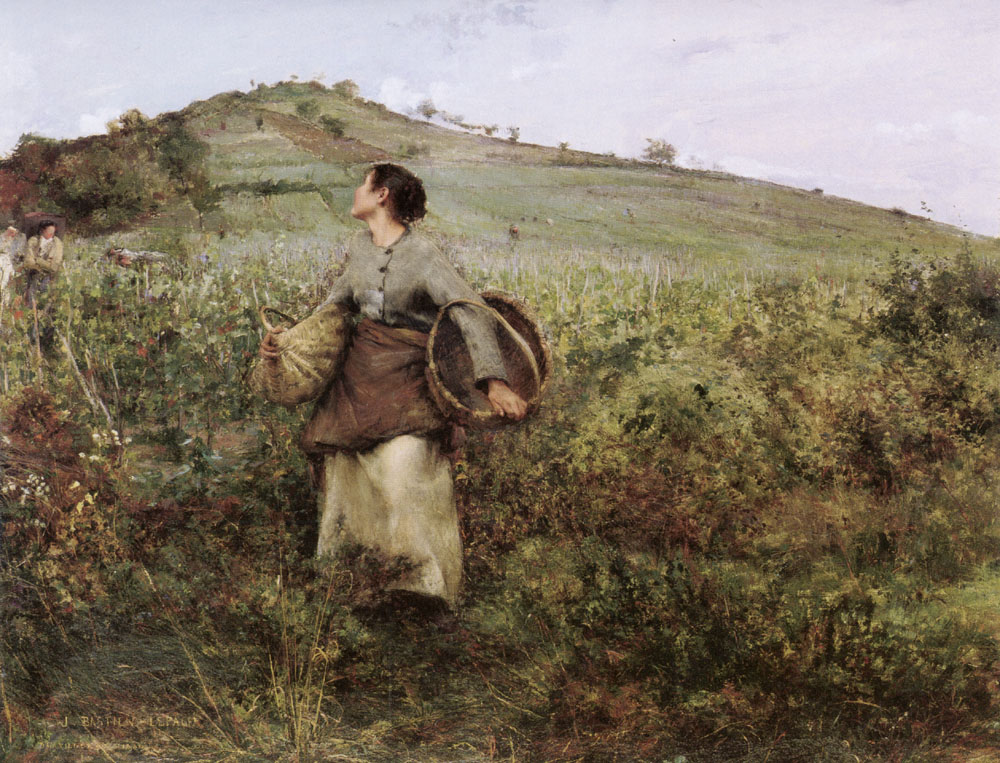
Жуль Бастьєн-Лепаж.«Збори врожаю»
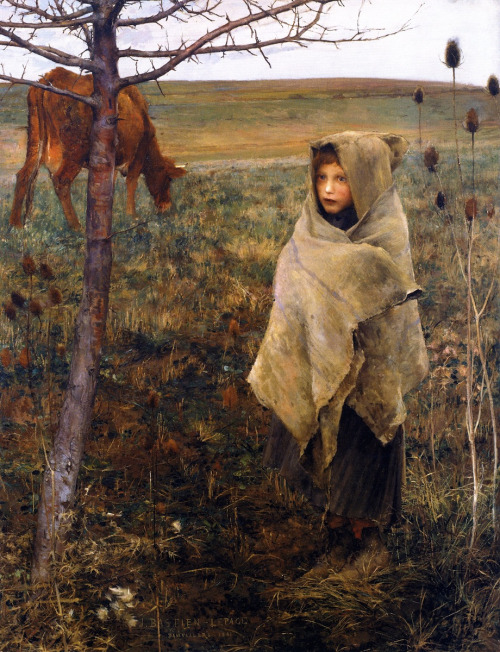
Жуль Бастьєн-Лепаж. «Пастушок з бідної родини»,1881 р.